# Rádžasthánština
Rádžasthánština (राजस्थानी) je jazyk či skupina jazyků náležící do indoíránské jazykové rodiny. Různé průzkumy se rozcházejí v počtu mluvčích. Podle oficiálního indického průzkumu jazyk používá 36 milionů obyvatel Indie, Ethnologue.com však počítá pouze s 19 miliony. Jazyk je rozšířený hlavně v indickém státě Rádžasthán. Pořádkem slov ve větě se rádžasthánština řadí mezi jazyky typu SOV (podmět - předmět - sloveso).

## Klasifikace
Rádžasthánština je indoevropský jazyk. Patří do střední zóny indoárijských jazyků, přesto je někdy řazena do západní zóny. Není též jasné, zda se jedná pouze o jazyk s různými dialekty, nebo o celou skupinu velmi vzájemně příbuzných jazyků.

## Rozšíření
Rádžasthánské jazyky jsou nejvíce rozšířeny v indickém státě Rádžasthán, mluvčí však najdeme i ve státech Gudžarát, Harijána a Paňdžáb.
Mimo to je jazyk používán v Pákistánu, a to v některých oblastech provincií Paňdžáb a Sindh.
Právě v Paňdžábu se překrývá s jazyky riasti a saraiki. Mnoho lingvistů se shoduje na tom, že rádžasthánština sdílí s těmito jazyky rysy ve fonologii, morfologii i syntaxi. Je však potřeba podrobnějšího výzkumu.

## Dialekty
Zde jsou vypsány nejrozšířenější dialekty rádžasthánštiny, někdy považované za samostatné jazyky:
| Název     | Počet mluvčích | Rozšíření |
| Bágrí     | 5 milionů      | distrikty Hanumángarh a Srígangánagar, Rádžasthán; Sirsa a Hisár, Harijána; Fírózpur a Srí Muktsar Sáhib, indický Paňdžáb; oblasti Baháwalpúr a Baháwalnagar, pákistánský Paňdžáb |
| Šékhávátí | 3 miliony      | distrikty Čurú, Džhundžhunú a Síkar; Rádžasthán |
| Márwári   | 13 milionů     | distrikty Čurú, Bíkánér, Nágaur, Adžmér, Džódhpur, Pálí, Džálór, Džaisalmér a Bármér, západní Rádžasthán; východní části horního Sindhu                                           |
| Dhúndhárí | 9 milionů      | distrikty Džaipur, Dausa, Tónk, Adžmér, Karaulí a Saváí Mádhópur, Rádžasthán |
| Hárautí   | 4 miliony      | distrikty Kóta, Bundí, Bárán a Džhálávár, Rádžasthán |
| Mévárí    | 5 milionů      | distrikty Rádžsamand, Bhílvára, Udaipur a Čittaurgarh, Rádžasthán |

## Oficiální status
Radžasthánština byla v minulosti považována za dialekt západní hindštiny. První, kdo vůbec název „rádžasthánština“ použil, byl irský lingvista George Abraham Grierson. Tento pojem se postupně začal používat pro označení různých nářečí rádžasthánštiny. Někteří lingvistí preferují termín rádžasthánské jazyky, jelikož lze stěží hovořit o jedné rádžasthánštině. Dnes už je Griersonův anglický výraz "Rajasthani" běžně používán i indickými úřady.

## Písmo
Rádžasthánština se zapisuje písmem dévanágarí, které se píše zleva doprava. (Pro obchodní účely bylo také dříve používáno písmo Mahádžaní zvané též Murija.)

## Fonologie
Jazyk obsahuje 10 samohlásek a 31 souhlásek, z  některé dialekty mají implozivy (b, d, g).

## Morfologie
Rádžasthánština má dvě čísla a dva jmenné rody. Obsahuje také tři pády, v běžné řeči jsou však většinou vypouštěny.

## Vzorový text

### Všeobecná deklarace lidských práv
| radžasthánsky | सागला मिनख आज़ाद अर प्रतिष्ठा ने आधिकारां री बरोबरी लियोडा पैदा होवे। क्हां में इन बात री समझ अर विवेक होवे के क्हाने एक दूजे रे सागे भाईचारे सूं रैणों है।                                                                       |
| transkripce   | Sāgalā minakha azāda ara pratiṣṭhā ne ādhikārām rī barībarī liyīḍā paidā hīve. Khām mem ina bāta rī samajha ara viveka hīve ke khāne eka dū re sāge bhāīcāre mūm raiṇom hai. |
| česky         | Všichni lidé se rodí svobodní a sobě rovní co do důstojnosti a práv. Jsou nadáni rozumem a svědomím a mají spolu jednat v duchu bratrství.                                   |